# Чеслав Ястшембець-Козловський
Чесла́в Ястше́мбець-Козло́вський (пол. Czesław Jastrzębiec Kozłowski; 1894—1956) — польський поет, критик і перекладач родом з м. Кременця, тепер Тернопільської області.
У 1897 — 1919 роках жив у Києві, відтоді в Польщі. Дебютував 1912 року віршами та статтями на есперанто. Ястшембець-Козловський один з найкращих перекладачів творів Т. Шевченка (38 поезій), О. Гончара та ін.